# Route 525 (Nouveau-Brunswick)
Pour les articles homonymes, voir Route 525.
La route 525 est une route locale du Nouveau-Brunswick située dans le sud-est de la province, environ 5 kilomètres au sud de Bouctouche. Elle mesure 8 kilomètres, et est pavée sur toute sa longueur.

## Tracé
La 525 débute à Saint-Antoine, sur la route 115. Elle commence par se diriger vers le nord, puis elle possède 2 tournants à 90° alternatifs, un vers la gauche, puis l'autre vers la droite. Elle traverse finalement la rivière Buctouche, puis elle se termine à Sainte-Marie-de-Kent, sur la route 515. 

## Intersections principales
| route 525         |                      |    |                                                              |                          |
| Comté             | Location             | km | Intersection/Destinations                                    | Notes                    |
| Comté de Kent     | Saint-Antoine        | 0  | R-115, Saint-François-de-Kent, Saint-Antoine centre, Moncton | extrémité sud de la 525  |
| Comté de Kent     | Haut-Buctouche       | 7  | Traverse de la rivière Buctouche                             |                          |
| Comté de Kent     | Sainte-Marie-de-Kent | 8  | R-515, Bouctouche, McLean Settlement                         | extrémité nord de la 525 |
| Bleu: Cours d'eau |                      |    |                                                              |                          |